# Ulica 1905 Goda
Ulica Tysjača Devjat'sot Pjatogo Goda in russo Улица тысяча девятьсот пятого года?, "Via del 1905", è una stazione della Metropolitana di Mosca situata sulla Linea Tagansko-Krasnopresnenskaja. Prende il nome da una vicina via, che a sua volta commemora la rivoluzione russa del 1905; la stazione è stata aperta il 30 dicembre 1972 come fermata del ramo Krasnopresnenskij.
La stazione è considerata la prima di Mosca con il design modificato "Sorokonožka", che segna la fine dell'epoca in cui la funzionalità aveva dominato l'architettura della metropolitana. La quantità di pilastri fu diminuita da 40 a 26, e la distanza tra di essi aumentata da 4 a 6,5 metri. L'architetto, Robert Pogrebnoi, applicò una decorazione in diverse tonalità di marmo rosa ai pilastri; le mura furono anche le prime decorate con il marmo anziché con le piastrelle. Le sfumature del marmo grigio sono intervallate da fregi e opere in metallo che mostrano il numero 1905 e da torce (opera di Yurij Korolev). Il pavimento è ricoperto in granito grigio.
L'ingresso occidentale è sotto il livello del suolo, con uscite su via 1905, mentre l'ingresso est è in superficie ed è situato al centro di piazza Krasnopresnenskaja Zastava; questo ingresso è decorato con fregi a mosaico sugli eventi del 1905.
La stazione sostiene un carico quotidiano di passeggeri ammontante a circa 74.410 unità.